# Berufsgenossenschaftliche Regeln
Die Berufsgenossenschaftlichen Regeln sind die von den deutschen Berufsgenossenschaften herausgegebenen Regeln und Empfehlungen zur Arbeitssicherheit und zum Gesundheitsschutz. Sie ergänzen die Berufsgenossenschaftlichen Vorschriften und geben dem Arbeitgeber Hinweise, wie er die Schutzziele der BGVen erreichen kann.
Die Bezeichnungen BGR (Berufsgenossenschaftliche Regeln) und BGV (Berufsgenossenschaftliche Vorschriften) wurden durch neue Bezeichnungen der DGUV ersetzt, häufig wurden die Dokumente (bzw. PDF-Dateien) nur umetikettiert, so dass die alten Bezeichnungen noch in den Texten vorkommen. Die DGUV stellt eine Transferliste zur neuen Nomenklatur zur Verfügung.